# Respect voor Arbeid en Democratie
De Union Démocratique pour le Respect du Travail (UDRT-RAD) (Respect voor Arbeid en Democratie) was een Belgische rechts radicaal-liberale partij. Lijstvoerder Robert Hendrick kwam bij de wetgevende verkiezingen van 17 december 1978 te Brussel op voor totale economische vrijheid, drastische belastingverlaging, inkrimping van de overheidsinstanties en sanering van de sociale zekerheid. Robert Hendrick werd te Brussel verkozen en behaalde de eerste Kamerzetel voor UDRT-RAD, de partij haalde op nationaal niveau 0,9 % of 48.616 stemmen.
Bij de wetgevende verkiezingen van 11 november 1981 hoopte de partij op een doorbraak in Vlaanderen en Wallonië. Die kwam er echter niet; enkel in het arrondissement Brussel-Halle-Vilvoorde waar men 3 Kamerzetels veroverde, ging de partij erop vooruit. Nationaal haalde de partij 2,7 % of 163.727 stemmen.
Deze winst kon niet gehandhaafd worden bij de wetgevende verkiezingen van 13 oktober 1985. Enkel lijsttrekker Robert Hendrick kon zijn zetel behouden, de partij verloor 2 zetels en haalde 1,1 % en 69.707 stemmen.
In 1987 kwam er communautaire heibel. Roger Frankinouille, voorzitter van de Vlaamse vleugel van de partij was van mening dat de Vlamingen minder aan bod kwamen in de partij. De Vlaamse vleugel stapte over naar het Vlaams Blok. Op 3 april 1987 werd er een akkoord gesloten tussen het RAD en het Vlaams Blok.
Bij de volgende verkiezingen van 13 december 1987 kon de PSC onder impuls van Jean-Louis Thys een lijst vormen onder de naam PSC-ASB "Parti Social Chrétien-Action pour Bruxelles" waarbij UDRT-kopstuk Robert Hendrick en enkele onafhankelijken werden aangetrokken. Hendrick kreeg de tweede plaats, na Thys, op de lijst en werd verkozen. Hij zetelde van 1988 tot 1991 in de Kamer van Volksvertegenwoordigers als onafhankelijke. 
Vanaf 1985 hield de partij in feite op te bestaan en de verdwijning van de stichter uit de Kamer betekende het definitieve einde.